# برنی، ار
برنی، ار (به فرانسوی: Bernay) یک کمون در فرانسه است که در شهرستان اور واقع شده‌است.

## خصوصیات
برنی ۲۴٫۰۳ کیلومترمربع مساحت و ۱۰٬۴۸۰ نفر جمعیت دارد و ۱۰۸ متر بالاتر از سطح دریا واقع شده‌است.

## خواهرخوانده
شهرهای کلوپنبورگ و هاسلمر خواهرخوانده‌های برنی، ار هستند.